# Gestrichelter Lappenspanner
Der Gestrichelte Lappenspanner (Trichopteryx polycommata) ist ein Schmetterling aus der Familie der Spanner (Geometridae). Der Artname leitet sich von den griechischen Worten  πολύς und χόμμα  mit den Bedeutungen „viel“ und „Schlag“ bzw. „Abschnitt“ ab und bezieht sich auf die der Felderzeichnung der Vorderflügel.

## Merkmale

### Falter
Die Falter erreichen eine Flügelspannweite von 23 bis 33 Millimetern. Zwischen den Geschlechtern besteht farblich kein Sexualdimorphismus, jedoch zeigen nur die etwas größeren Männchen ein rudimentäres drittes Flügelpaar, die sogenannten Wurzellappen. Die Vorderflügelfarbe variiert auf der Oberseite von hellbraun bis hin zu graubraun. Arttypisch ist eine Y-förmige, rotbraun und schwarz gestrichelte Bänderzeichnung, die gegabelt am Vorderrand beginnt und nach einem Zusammenschluss als einzelnes Band bis zur Mitte des Hinterrands verläuft. Eine weißliche Wellenlinie ist zuweilen undeutlich ausgebildet. Die Hinterflügeloberseite ist hell graubraun gefärbt und zeigt eine undeutliche dunkelgraue Querlinie. An der Wurzel der Hinterflügel entspringt das als Wurzellappen bezeichnete, sehr kleine, weißliche dritte Flügelpaar, das in der Ruheposition auf den Hinterflügeln aufliegt und von den Vorderflügeln vollständig verdeckt wird.

### Raupe
Ausgewachsene Raupen sind gerunzelt, haben eine grasgrüne Farbe, eine dunkelgrüne Rückenlinie, gelbliche bis weißliche Seitenstreifen sowie gelbe Segmenteinschnitte.

### Ähnliche Arten
Der Hellgraue Lappenspanner (Trichopteryx carpinata) unterscheidet sich bei den gebänderten Formen dadurch, dass die Querbänder auf der Vorderflügeloberseite keine rostbraunen Farben zeigen.

## Verbreitung und Lebensraum

Gewöhnlicher Liguster, die Hauptnahrungspflanze der Raupen

Das Verbreitungsgebiet des Gestrichelten Lappenspanners erstreckt sich von Ostasien durch die gemäßigte Zone bis nach Europa. In  Kasachstan sowie der Region zwischen dem Ural und Kamtschatka kommt die Unterart Trichopteryx polycommata grisea, im Osten Chinas, in Korea und Japan die Unterart Trichopteryx polycommata anna vor. Hauptlebensraum sind buschige Hänge, Vorhölzer, Waldränder sowie Gärten mit Ligusterhecken (Ligustrum). In den Alpen steigt sie bis in Höhen von 1500 Metern.

## Lebensweise
Die Falter sind nachtaktiv und fliegen in einer Generation von Mitte Februar bis Anfang Mai. Zur Nahrungsaufnahme besuchen sie gelegentlich blühende Weidenkätzchen. Nachts erscheinen sie an künstlichen Lichtquellen. Die Raupen ernähren sich bevorzugt von den Blättern von Gewöhnlichem Liguster (Ligustrum vulgare) zuweilen auch von Heckenkirschen (Lonicera) oder verschiedenen Laubbaumarten. Sie leben ab Mai und verpuppen sich im Juni in einem leichten Gespinst an der Erde. Die Puppe überwintert.